# 彼得 (石勒苏益格-荷尔斯泰因公爵)
什勒斯維希-霍爾斯坦的彼得（1922年4月30日—1980年9月30日），是什勒斯維希-霍爾斯坦公爵威廉·腓特烈的三儿子，长兄，次兄俱先于父亲去世。是第七任石勒苏益格-荷尔斯泰因公爵，1965年至1980年在位。